# Parque nacional de Tsavo East

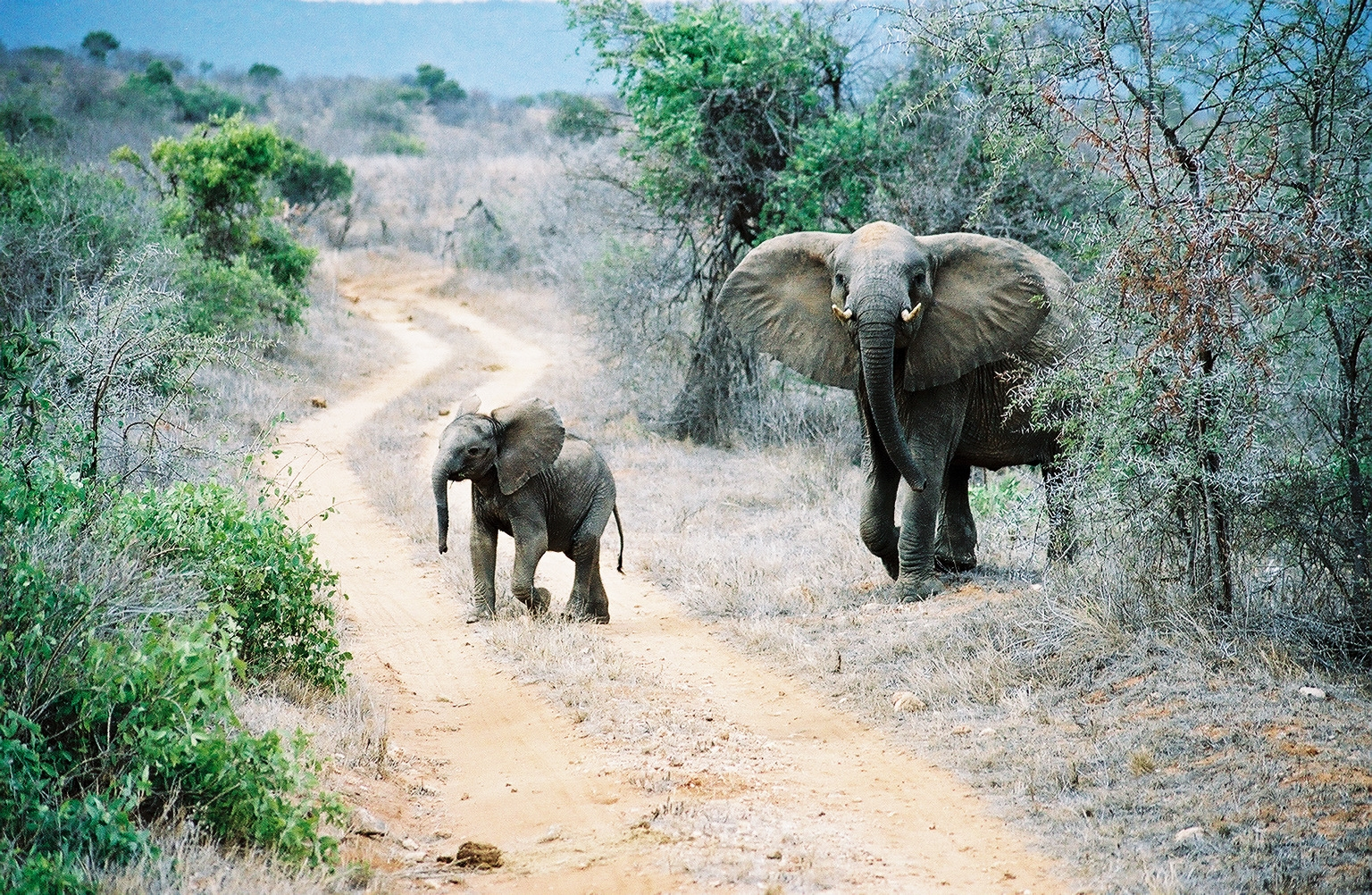
Elefantes en Tsavo East.

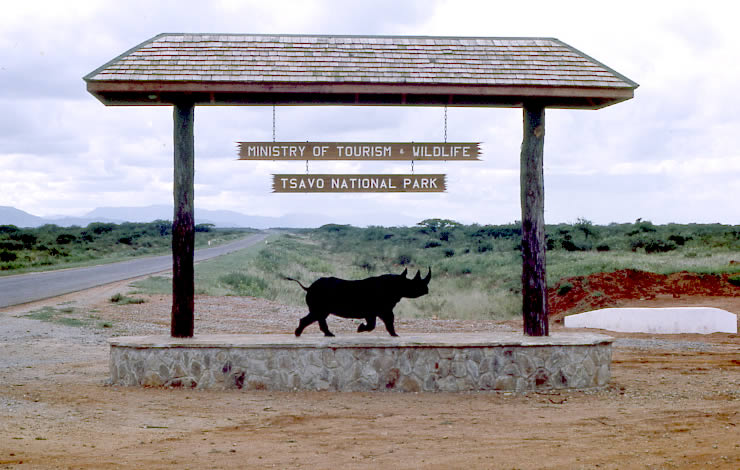
Puerta de Bachuma, entrada al parque nacional Tsavo East.

El Parque Nacional de Tsavo East, también traducible como Tsavo Este o Tsavo Oriental (inglés: Tsavo East National Park; suajili: Hifadhi ya Taifa ya Tsavo Mashariki) es uno de los parques nacionales más antiguos de Kenia. Está gestionado por el Servicio de Vida Silvestre de Kenia. Ocupa una superficie de 13 747 km². Está situado en una zona semiárida conocida anteriormente como el Desierto Taru. Se inauguró en abril de 1948. Está cerca de la población de Voi, en el condado de Taita-Taveta. Este parque está separado del parque nacional de Tsavo West por la carretera A109 y una vía de ferrocarril. Recibe el nombre del río Tsavo, que discurre de oeste a este por este parque nacional.

## Geografía
La mayor parte de este parque está formado por unas praderas y una sabana semiáridas. Contiene una gran biodiversidad y gran cantidad de vida silvestre incluyendo los cinco grandes: león, rinoceronte negro, búfalo, elefantes y leopardos. También contiene gran diversidad de pájaros como el Balearica y el ibis sagrado.
Tsavo East es ligeramente más extenso que Tsavo West y generalmente es llano. Discurre por aquí el río Galana. Son características la meseta Yatta y la cascada de Frederick Lugard.
El parque nacional de Tsavo West es más montañoso y más húmedo que esta otra parte; en esta parte occidental hay humedales y se encuentran el Lago Jipe y las Fuentes Mzima. 

## Caza furtiva
Entre el año 2001 y el 2006 más de 100 leones fueron matados dentro del ecosistema Amboseli-Tsavo.